# Büßleben
Büßleben, Erfurt-Büßleben – dzielnica miasta Erfurt w Niemczech, w kraju związkowym Turyngia. 